# Зларин
Зларин (хорв. Zlarin) — остров в Хорватии, в жупании Шибеник-Книн. Расположен в центральной Далмации, неподалёку от Шибеника и устья реки Крка приблизительно в двух километрах от материкового побережья.
Площадь острова — 8,19 км². Высшая точка острова — гора Клепач, высотой 169 метров над уровнем моря. Длина береговой линии — 18,7 км. Население насчитывает 276 жителей (2001). В туристический сезон население острова резко возрастает. Зларин связан регулярным паромным сообщением с городами Шибеник и Водице.
Зларин является популярным местом среди туристов.